# Dawla
El mot àrab ad-Dawla (àrab: الدولة, ad-Dawla) significa ‘la dinastia’ o ‘l'Estat’ i s'empra en molts títols honorífics o làqabs al món islàmic. Fou creat al segle x per a funcionaris estatals de primer grau al Califat Abbàssida, però ràpidament el seu ús s'estengué arreu del món islàmic i foren model per a títols similars que també podien combinar altres elements com el mot ad-Din, ‘la Fe’ o ‘la Religió’.
El primer personatge que va dur aquest títol fou el visir abbàssida al-Qàssim ibn Ubayd-Al·lah ibn Wahb, que va rebre el títol de Walí-ad-Dawla (‘Amic de la Dinastia’), a l'entorn de l'any 900. El seu fill va portar poc anys després el títol d'Amid-ad-Dawla (‘Suport de la Dinastia’). L'abril del 942 els hamdànides al-Hàssan i Alí van rebre els títols de Nàssir-ad-Dawla (‘Defensor de la Dinastia’) i Sayf-ad-Dawla (‘Espasa de la Dinastia’), respectivament. Els buwàyhides van portar quasi tots títols amb ad-Dawla com ara Muïzz-ad-Dawla (‘Reforç de la Dinastia’), Imad-ad-Dawla (‘Suport de la Dinastia’) i Rukn-ad-Dawla (‘Pilar de la Dinastia’). Després els van portar els gaznèvides i els ilek kans i alguns reis de les taifes de l'Àndalus. Els fatimites el van donar a alguns alts funcionaris. Després del segle x el títol es va presentar més rarament i va desaparèixer finalment al segle xi, excepte alguns casos aïllats a l'Índia i, sobretot, a Pèrsia, on va subsistir per a alguns ministres fins a l'abolició dels títols el 1935.

## Exemples delàqabsambad-Dawla
- Àdud-ad-Dawla
- Amid-ad-Dawla
- Amin-ad-Dawla
- Assad-ad-Dawla
- Bahà-ad-Dawla
- Dhahir-ad-Dawla
- Diya-ad-Dawla
- Fakhr-ad-Dawla
- Iftikhar-ad-Dawla
- Imad-ad-Dawla
- Itimad-ad-Dawla
- Izz-ad-Dawla
- Jalal-ad-Dawla
- Majd-ad-Dawla
- Muàyyad-ad-Dawla
- Muïzz-ad-Dawla
- Mumàhhid-ad-Dawla
- Murtada-ad-Dawla
- Muixàrrif-ad-Dawla
- Muixir-ad-Dawla
- Nàssir-ad-Dawla
- Qawam-ad-Dawla
- Rukn-ad-Dawla
- Sad-ad-Dawla
- Saïd-ad-Dawla
- Samà-ad-Dawla
- Samsam-ad-Dawla
- Sayf-ad-Dawla
- Siraj-ad-Dawla
- Sultan-ad-Dawla
- Taj-ad-Dawla
- Úddat ad-Dawla
- Xams-ad-Dawla
- Xaraf-ad-Dawla
- Xibl-ad-Dawla